# Guy Francis Gough
Guy Francis Gough, britanski general, * 1893, † 1988.